# Bio-energetica (therapie)
Bio-energetica is een therapeutische zienswijze waarin het verband wordt beschreven tussen inperkende lichamelijke en geestelijke sensaties en ervaringen. Doel is om door lichamelijke bewustwording op het geestelijke vlak verlichting van beperkingen te bereiken.
Alexander Lowen heeft betoogd dat lichaamshouding en lichaamstaal tot de essentiële instrumenten van de psychotherapie behoren. Hij vond dat de conventionele psychotherapie in dit opzicht tekortschoot. Hij maakte gebruik van een vijftal karakterstructuren. Hij schreef een boek: The language of the Body, dat in het Nederlands is verschenen onder de titel Lichaamstaal en Karakter.
De theorie van bio-energetica is een deel van de basis voor Emotioneel Lichaamswerk en de lichaamsgerichte psychotherapie. De werkzaamheid van de therapie is niet wetenschappelijk aangetoond.
John Pierrakos breidde de psychotherapie uit met observaties uit de moderne natuurkunde gecombineerd met lichaamswerk uit de bio-energetica en de conceptuele visie van het padwerk van zijn echtgenote Eva Pierrakos, wat leidde tot de werkwijze "Core Energetica". Zijn boek Core Energetics werd in het Nederlands uitgebracht onder de titel Energetica van de Ziel.